# Caylus (gioco)
Caylus è un gioco da tavolo in stile tedesco di William Attia pubblicato indipendentemente nel 2005 dalla Ystari Games in Francia e Inghilterra, dalla Rio Grande Games negli Stati Uniti e nel 2012 da uplay.it edizioni in Italia.

## Descrizione
L'ambientazione è il piccolo comune di Caylus, nella Francia del 1289, dove il re Filippo il Bello, per meglio difendere i confini del suo regno, ha deciso di costruire un nuovo castello. I giocatori ricoprono il ruolo di capomastri e dispongono di una squadra di lavoratori alle proprie dipendenze. Contribuendo con i propri lavoratori all'ampliamento del castello e del villaggio circostante i giocatori acquisteranno prestigio agli occhi del re e favori reali; a castello ultimato chi avrà totalizzato più punti prestigio sarà il vincitore.
Una delle caratteristiche più notevoli di Caylus è la (quasi) totale assenza di aleatorietà, se si eccettuano la disposizione dei primi sei edifici del villaggio (che non avvantaggia un giocatore rispetto agli altri) e l'ordine di partenza dei giocatori (compensato da una diversa quantità di denari iniziali).
Esistono anche una versione di Caylus come gioco di carte, Caylus Magna Carta, e una versione premium in serie limitata (1500 copie, vendute online e a Essen 2007) con materiale rivisitato graficamente in chiave medievale e monete metalliche.

## Contenuto della scatola
- 1 tabellone di gioco
- 1 pedina "balivo" e 1 pedina "prevosto"
- 40 monete (30 piccole da 1 denaro, 10 grandi da 5 denari)
- 30 pedine lavoratori (6 per colore:blu, rosso, verde, arancio e nero)
- 100 casette (20 per ogni colore), 35 pedine a disco (7 per colore)
- 140 cubetti risorse (30 cibo, 30 tessuti, 30 legno, 30 pietra, 20 oro)
- 40 tessere edificio (6 neutrali, 8 in legno, 9 in pietra, 8 residenziali, 9 di prestigio)
- regolamento

## Premi e riconoscimenti
- 2005
  - Tric Trac d'Or: gioco vincitore[3];
  - Meeples' Choice Award: gioco vincitore[4];
- 2006
  - International Gamers Award: gioco vincitore nella categoria: strategia generale - multiplayer[5];
  - Deutscher Spiele Preis: gioco vincitore[6];
  - Nederlandse Spellenprijs, gioco vincitore[7];
  - Spiel des Jahres: premio speciale al "miglior gioco complesso"[8];
  - BoardGameGeek Golden Geek: gioco dell'anno e Best Gamer's Game[9];